# Serdica Peak
Der Serdica Peak (englisch; bulgarisch връх Сердика wrach Serdika) ist ein rund 1200 m hoher Berg auf der Livingston-Insel im Archipel der Südlichen Shetlandinseln. Im Levski Ridge der Tangra Mountains ragt er 1,8 km südlich des Great Needle Peak und 2,65 km nördlich des Aytos Point auf. Der Macy-Gletscher liegt westlich, der Bojana-Gletscher südwestlich und der Srebarna-Gletscher südöstlich von ihm.
Die bulgarische Kommission für Antarktische Geographische Namen benannte ihn 2002 nach einem alten Namen für Sofia, der Hauptstadt Bulgariens.